# Верландер, Джастин
Джастин Брукс Верландер (англ. Justin Brooks Verlander, род. 20 февраля 1983 года) — американский профессиональный бейсболист, играющий на позиции стартового питчера за «Хьюстон Астрос».

## Биография
В 2006 году Верландер стал новичком года Американской лиги. 12 июня 2007 года он сделал первый ноу-хитер на «Комерика-парке» в игре против «Милуоки Брюэрс». Свой второй ноу-хитер он сделал 7 мая 2011 года в игре против «Торонто Блю Джейс». 15 ноября 2011 года он единогласным решением жюри получил приз Сая Янга Американской лиги. 21 ноября 2011 года он был назван самым ценным игроком Американской лиги. Обозреватель The New York Times назвал Верландера «безусловно одним из лучших питчеров в своём поколении».

## Личная жизнь
С 2014 года Верландер встречался с американской моделью Кейт Аптон. В 2016 году пара объявила о своей помолвке и в 2017 году сыграла свадьбу.
7 ноября 2018 года у пары родилась дочь Дженевьев Аптон Верландер. 19 июня 2025 года у пары родился второй ребёнок, сын Беллами Брукс Верландер.